# Geodia areolata
Geodia areolata är en svampdjursart som beskrevs av Carter 1880. Geodia areolata ingår i släktet Geodia och familjen Geodiidae.
Artens utbredningsområde är havet utanför Indien. Inga underarter finns listade i Catalogue of Life.